# A Dear John Letter
A Dear John Letter är en sång skriven av Lewis Talley, Fuzzy Owen och Billy Barton, och inspelad av Jean Shepard & Ferlin Husky 1953. Med text på svenska av Lennart Reuterskiöld & Ingrid Reuterskiöld spelades den in 1954 av Alice Babs & Charlie Norman, som Käre John.

### Fotnoter
1. ↑  Joakim Tegblom. ”Låtar du trodde var svenska”. Arkiverad från originalet den 26 oktober 2013. https://web.archive.org/web/20131026075436/http://gotiskaklubben.wordpress.com/2013/09/22/latar-du-trodde-var-svenska/. Läst 19 juni 2014.